# КАМАЗ (футбольный клуб)
«КАМА́З» — российский профессиональный футбольный клуб из города Набережные Челны. Основан 11 ноября 1981 года. В период с 1993 по 1997 год выступал в высшей лиге чемпионата России. Полуфиналист Кубка Интертото-1996. Домашние матчи проводит на стадионе «КАМАЗ». С 2021 года — участник Первой лиги.

## История

### Первые шаги, первые успехи
Клуб основан 11 ноября 1981 года на прессово-рамном заводе КамАЗа. За основу была взята цеховая команда ТСО. Инициаторами создания команды выступили начальник цеха Вадим Паслов и комсорг Валерий Четверик — будущий многолетний главный тренер команды. Первое название команды — «Труд-ПРЗ». В первые годы своего существования команда участвовала в соревнованиях КамАЗа, а также городских и республиканских первенствах: в 1982 году — в первенстве города, в 1983—1987 годах — в первенстве Татарстана. А в 1987 году клуб выступил в зоне «Поволжье» чемпионата РСФСР среди коллективов физической культуры, где занял второе место (вслед за камышинским «Текстильщиком»). В том же году стал обладателем Кубка Татарстана.
С 1988 года клуб стал носить название «Торпедо», в том году команда дебютировала во второй лиге чемпионата СССР, сменив прежде представлявшую город «Турбину», и заняла четырнадцатое место среди 17 участников. В 1989 году одного очка не хватило, чтобы завоевать путёвку в класс сильнейших коллективов второй лиги — буферную зону. Через год, уже нося название одноимённого завода («КАМАЗ») — заняла первое место (опередив «Ладу» и «Рубин») и вышла в буферную зону, где в 1991 году среди 22-х участников заняла десятое место.
В связи с реорганизацией союзного чемпионата камазовцам было предоставлено место в Первой лиге российского футбола.
Сезон 1992 прошёл для команды очень удачно. Только за первые 18 туров у «КАМАЗа» было всего 3 поражения и ни одной ничьей (37 мячей забито, 10 пропущено). В таком же духе челнинцы продолжили и во втором круге, в конце концов «КАМАЗ» одержал 12 крупных побед (6:1, 6:2, дважды 5:0, 5:1, четыре раза по 4:0, трижды 3:0), вследствие чего, не дав ни одной из команд центральной зоны обойти себя, уверенно занял первое место по итогам сезона и с первой же попытки получил право в сезоне 1993 года играть в Высшей лиге российского футбола.

### 1993—1998
С 1993 по 1997 год клуб — постоянный участник Высшей лиги чемпионата России. Свой дебютный матч в Высшей лиге «КАМАЗ» играл против «Уралмаша», одного из извечных противников челнинцев. Матч прошёл на стадионе «Строитель», и автозаводцы выиграли — 3:1. Далее дебютант потерпел шесть поражений кряду, и, прервав эту серию домашним матчем с «Текстильщиком» (3:1), «КАМАЗ» на своём поле не проигрывал больше никому. В том сезоне «КАМАЗ», как дебютант, занял 10-е место, а Виктор Панченко, забив 21 мяч, стал лучшим бомбардиром турнира.
В 1994 году «КАМАЗ» произвёл фурор, неожиданно для всех команда занимала третье место на протяжении почти всего турнира. Но, неудачно выступила в последних турах, в итоге клуб занял шестое место, которое и по сей день является наивысшим достижением клуба в чемпионатах России. Двух очков не хватило до прямой путёвки в основной турнир Кубка УЕФА, а выступить в Кубке УЕФА-Интертото помешали некоторые обстоятельства.
В 1995 году, заняв девятое место, клуб завоевал место в еврокубках, и в следующем году выступил на международной арене в Кубке УЕФА-Интертото, где дошёл до полуфинала. Особо примечательна была победа, одержанная в Германии над клубом «Мюнхен 1860», позволившая закрепить победу в групповом турнире.
В 1993 и 1995 годах команда представляла сборную России на футбольных турнирах летней Универсиады. В 1993 она заняла 6-е место, а в 1995 взяла «бронзу» турнира. На обоих турнирах в составе сборной было только по одному «легионеру» из других клубов: Рустем Хузин из казанского «Рубина» в 1993 и Айрат Ахметгалиев из нижнекамского «Нефтехимика» в 1995 году.
Состав «КАМАЗа» на Универсиаде 1993 года: Захарчук, Нигматуллин, Варламов, Гайнуллин, Клонцак, Синёв, Хузин («Рубин-ТАН» Казань), Цаплюк, Бабенко, Евдокимов, Ильин, Ковалёв, Куракин, Миленин, Дурнев, Мастров, Панченко, Тухватуллин.
Состав «КАМАЗа» на Универсиаде 1995 года: Захарчук, Варламов, Ефремов, Клонцак, Горбачёв, Шутов, Прыгунов, Зубков, Евдокимов, Дурнев, Князев, Слабодич, Завьялов, Буталий, Капустников, Ведутов, Ахметгалиев («Нефтехимик» Нижнекамск), Алексаненков.
В эти годы «КАМАЗ» был футбольным флагманом Татарстана (разрабатывался даже проект нового современного футбольного стадиона в Набережных Челнах на 30 тысяч мест), и пожар на заводе двигателей КАМАЗа, случившийся в 1993 году, поначалу не очень сильно отражался на выступлении команды, клубу оказывалась помощь со стороны руководителей республики. Но в 1997 году недостаток финансирования всё же начал сказываться, и футбольному клубу пришлось покинуть высшую лигу (в том году тренером «КАМАЗа» был Беньяминас Зелькявичус), а в следующем году — и первую лигу. Оба раза клуб занимал последнее место в дивизионе, и оба раза с него в ходе соревнования снимали по 6 очков за различные неуплаты.
Всего же, за время выступления в высшей лиге «КАМАЗ» сыграл ряд ярких запоминающихся матчей, побеждая сильные клубы с богатой историей. Как, например, победы над московскими «Динамо» — 5:2 и 3:2, «Спартаком» — 2:0 и 2:1 и «Торпедо» 4:1 и 3:1, владикавказским «Спартаком»/«Аланией» — 6:0 и 5:2, «Зенитом» (Санкт-Петербург) — 3:0 (в Санкт-Петербурге) и 3:1. По разу были обыграны также и все остальные московские клубы: «Локомотив», ЦСКА и «Асмарал». При этом, имелась контрастность результатов на своём и чужих полях: за пять лет в высшей лиге «КАМАЗ» одержал всего 4 победы в гостях, количество пропущенных мячей в выездных матчах, а количество забитых — в домашних, примерно на 100 больше, чем, соответственно, дома и в гостях.
В Кубке России «КАМАЗ» дважды доходил до четвертьфинала (1994, 1996).
Практически все успехи «КАМАЗа» времён Высшей лиги связаны с именем создателя клуба Валерия Васильевича Четверика, тренировавшего тогда команду и являвшегося генеральным директором клуба.
Со второй половины девяностых власти Татарстана задумались о наличии сильной команды в Казани:

…— Безоговорочным лидером футбола Татарии в те времена был «КАМАЗ».
— С Четвериком никогда не дружил и даже не общался. Но знаю, что это очень хороший организатор. Тогда же он сумел провести в Челнах турнир президента, на котором побывал сам Шаймиев. И когда он увидел переполненный стадион, вручил победителям кубок, у него тут же возник вопрос: «А где же футбол в Казани?» С того самого момента о футболе начали думать и в Казани…
— Игорь Волчок главный тренер «Рубина» в 1996—1998 годах
В итоге команда «Рубин», занимавшая 15-е и 17-е места в сезонах 1994-го и 1995-го года в зоне «Центр» Второй лиги, выдвинулась в Первый дивизион, а затем и в высший, где стала два раза подряд чемпионом России.
Финансирование республикой команды «КАМАЗ» прекратилось. После вылета команды из высшего дивизиона существовала вероятность переименования клуба в ФК «Чулман», в связи с возможным переходом под покровительство и юрисдикцию городской администрации. Испытывая тяжёлые финансовые проблемы, вторую половину сезона 1998 года в первом дивизионе команда доигрывала юными выпускниками местных ДЮСШ, потерпев 15 поражений подряд.

### 1999—2003
В эти годы футбольный клуб «КАМАЗ» выступал во Втором дивизионе в зонах «Урал» и «Урал-Поволжье», где соперниками «КАМАЗа» были клубы из крупных промышленных центров, таких как Челябинск, Уфа, Екатеринбург, Нижнекамск, Стерлитамак, Тольятти, Новотроицк, Ульяновск, Оренбург, Нижний Новгород. Все они впоследствии вышли в Первый дивизион. В 1999 году команда играла молодыми доморощенными игроками (одним из них был Бобёр; на подмогу юниорам были отряжены 37-летние Кранатов и Рафиков, а также 39-летний Барышев), а в 2000—2002 годах, набирая сильных и именитых футболистов с опытом выступления на более высоком уровне (экс-спартаковец Джубанов, экс-торпедовец Гришин, игравшие в «Роторе» Матьола, Жуненко и другие), «КАМАЗ» безуспешно решал задачу по выходу в Первый дивизион, которая была поставлена ОАО «КАМАЗ». После прихода в сентябре 2002 года тренера Юрия Газзаева «КАМАЗ» сделал то, что не удалось возглавлявшему команду в 2000—2001 годах Петру Шубину: в 2003 году (в упорнейшей борьбе с челябинским «Лукойлом» и стерлитамакским «Содовиком») заработал повышение в классе, причём особо громких приобретений для этого не потребовалось.
Были произведены работы по реконструкции стадиона «КАМАЗ», в рамках которой были установлены пластиковые сидения на всех трибунах.

### 2004—2012
Вернувшись в первый дивизион, «КАМАЗ» сразу занял четвёртое место среди двадцати двух участников (причём, практически тем же составом, что играл годом ранее во Втором дивизионе), в дальнейшем ни разу не опускаясь ниже этой планки в итоговой турнирной таблице (лишь в 2009-м финишировал пятым) и в течение многих лет являясь одним из лидеров дивизиона. Была улучшена инфраструктура клуба, построено несколько тренировочных полей с естественными и искусственными газонами. За это время много игроков, прошедших через «КАМАЗ», заиграли на более высоком уровне (в том числе — в сборной), но самому клубу не хватало совсем немного до повышения в классе и возвращения в стан сильнейших клубов России — Премьер-лигу. Ежегодно теряя своих ведущих игроков, которые уходили на лучшие финансовые и спортивные условия, «КАМАЗ» комплектовался игроками из второй лиги и по остаточному принципу (порой беря тех, на кого уже махнули рукой), тем не менее сохраняя свои позиции среди лидеров дивизиона и регулярно обходя «железных» претендентов на повышение (как правило — нескольких) в итоговой турнирной таблице.

В 2005 году «КАМАЗ» занял третье место и остановился в шаге от выхода Премьер-лигу, ключевым стало домашнее поражение 24 октября от прямого конкурента — нальчикского «Спартака» (0:1), и команде не хватило 2-х очков для попадания в зону выхода в Премьер-лигу. Хорошо себя проявили приобретённые перед началом сезона известные, но не раскрывшиеся ранее в ЦСКА и «Спартаке», соответственно, Монарёв и Белозёров.

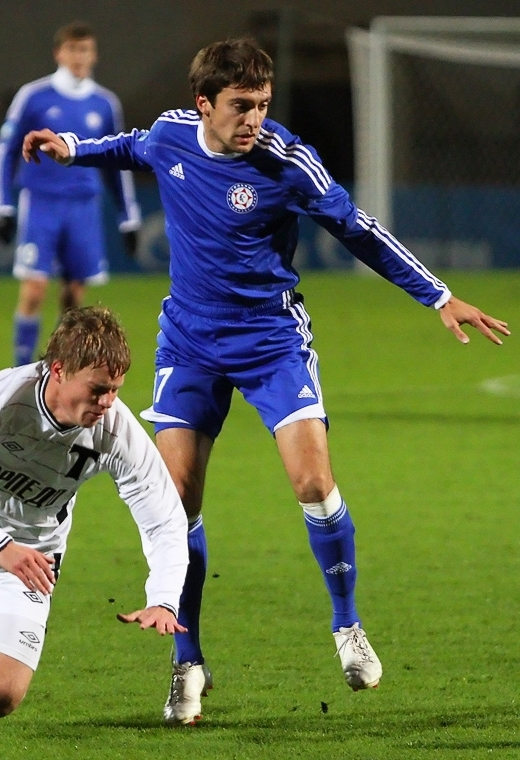
Сергей Бреев в матче «КАМАЗа» с московским Торпедо в 2011 году

В 2006 и 2007 году «КАМАЗ» также играл на хорошем уровне и занимал 4-е место в турнирной таблице по итогам обоих сезонов. Воспитанник ЦСКА вратарь Джанаев, сыграв отличный сезон-2007, перешёл в «Спартак», и, ещё играя за «КАМАЗ», начал вызываться в молодёжную сборную, проводя за неё товарищеские игры и официальные матчи отборочного турнира чемпионата Европы. После успешных сезонов в «КАМАЗе» вернулся в Премьер-лигу Белозёров. Перешёл в «Спартак-Нальчик» воспитанник «КАМАЗа» Калимуллин, где в следующем сезоне в составе этого клуба Премьер-лиги стал лучшим бомбардиром команды. В «Анжи» заиграл Цораев.
В середине двухтысячных вновь имелись намерения по строительству современного стадиона для ФК «КАМАЗ» — на 16 тысяч мест, на этот раз проект в качестве основы предусматривал схожесть со стадионом «Сатурн» в Раменском. В 2008 году город с рабочим визитом посетила делегация во главе с Гуусом Хиддинком и Сергеем Капковым в целях ознакомления с инфраструктурой города и региона, а также рассматривались вопросы дальнейшего развития системы функционирования детско-юношеского футбола, и проведено совещание по строительству Центра подготовки юных футболистов, на котором были высказаны пожелания о придании ему статуса регионального значения.
В сезоне-2008 клуб снова завоевал малые бронзовые медали. Осенью того года «КАМАЗ» в принципиальном матче с «Кубанью», выигрывая на своём поле по ходу встречи со счётом 3:1, во втором тайме за 8 минут пропустил 3 мяча в свои ворота, проиграл и тем самым потерял шансы на выход в Премьер-лигу. Однако в конце года перед «КАМАЗом» выросла перспектива попасть в Премьер-лигу уже на будущий год: в начале декабря 2008 года властями Московской области было сообщено о принятии решения об объединении ФК «Химки» и ФК «Сатурн» Раменское в связи с тяжёлым финансовым положением в регионе, которое вызвано экономическим кризисом. И вакантное место должен был занять «КАМАЗ», как финишировавший третьим в Первом дивизионе. Однако через несколько дней стали поступать сообщения о продолжении выступлений ФК «Химки» в низшем дивизионе или в Премьер-лиге. 11 декабря Правительство Московской области, являющееся основным спонсором клуба, всё-таки нашло сумму в размере 300 млн рублей, необходимую для выступления клуба в Премьер-лиге. И таким образом, «КАМАЗ» следующий сезон начал так же в Первом дивизионе.
В 2009 году команда заняла 5-е место, и так же, как и во всех предыдущих сезонах (несмотря на очередные потери в составе — Игнатьев, Петрович, Грачёв), находилась поблизости от первых двух мест и держала в напряжении всех лидеров. Ближе к концу сезона из клуба ушёл генеральный директор и главный тренер Юрий Газзаев, а и. о. главного тренера стал Виталий Панов, доработавший до конца сезона. После окончания сезона он ушёл за Газзаевым в самарские «Крылья Советов», а позднее стал и его ассистентом в астраханском «Волгаре». Новым же главным тренером «КАМАЗа» стал Роберт Евдокимов — рекордсмен по количеству матчей за «КАМАЗ» в качестве игрока. По итогам сезона-2009, как и годом ранее, клуб снова оказался на грани попадания в Премьер-лигу в результате финансовых трудностей «Крыльев Советов». Снявшуюся же с чемпионата РФПЛ «Москву» заменила финишировавшая третьей в Первом дивизионе «Алания» из Владикавказа. Однако в последний момент благодаря вмешательству правительства Самарской области клуб из Самары смог начать выступление.
Осенью 2009 года также прошла информация об планировавшемся в результате переговоров заместителя директора корпорации «Ростехнологии» и президента ФК «Крылья Советов» Игоря Завьялова, генерального директора ОАО «КАМАЗ» Сергея Когогина и президента ОАО «АвтоВАЗ» Игоря Комарова объединении в единую структуру футбольных клубов «КАМАЗ», «Крылья Советов» и «Лада» (Тольятти) с единой системой управления футбольным хозяйством, вершиной должен был стать ПФК «Крылья Советов» — участник Премьер-лиги. Однако в итоге этого не случилось.
Приобретённые ранее и хорошо вписавшиеся в команду легионеры Зеба (игрок сборной Боснии и Герцеговины), Петрович (игрок сборной Сербии и Черногории), Каньенда (игрок сборной Малави), Тодорович (сборная Сербии и Черногории (U-21), Грубештич покинули «КАМАЗ».

В 2010 году в основном составе появилось больше воспитанников местного футбола, и, несмотря на то, что по ходу сезона команду покинули основной защитник Козлов (перешёл в «Кубань») и лучший бомбардир лиги Гогниев, реанимировавший свою карьеру выступлением в Набережных Челнах (ушёл в «Краснодар») — «КАМАЗ» занял 4-е место. И в этом сезоне клуб мог получить повышение в классе в результате снятия с Премьер-лиги «Сатурна». После того, как «Сатурн» и «Амкар» подали заявление о добровольном выходе из РФПЛ, в высших футбольных кругах развернулась дискуссия о потенциальных кандидатах на замену этим клубам.

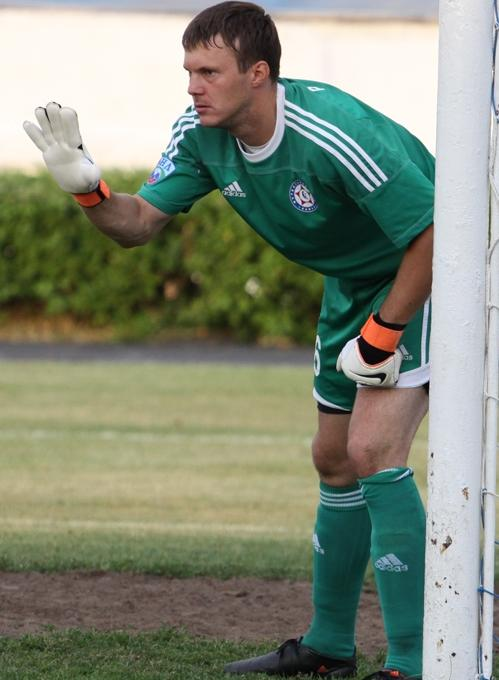
Денис Вавилин в воротах «КАМАЗа» в 2011 году

Назывались следующие команды: занявшие 3-е и 4-е место в первом дивизионе «Нижний Новгород» и «КАМАЗ», а также «Алания», выбывшая из чемпионата. Однако, в случае снятия обеих команд приоритетным считался вариант проведения чемпионата с 14-ю командами. В итоге ближе к 25 января 2011 года — дню принятия решения — всё более предпочтительными становились шансы «Краснодара». «Амкар» отозвал заявление на выход из Премьер-лиги, «Нижний Новгород» отказался от перехода в Высший дивизион по финансовым причинам, «КАМАЗу» не поступило официального приглашения, а вариант с «Аланией» в РФПЛ посчитали нарушением спортивного принципа. Тогда «Краснодар» подал заявку на вступление в Премьер-лигу. 25 января «Краснодар» официально занял место «Сатурна» в Премьер-лиге. Позже появились слухи, что РФС препятствовал продвижению «КАМАЗа» в Премьер-лигу.
В сезон 2011/2012 «КАМАЗ» вступил уже с финансовыми трудностями. Костяк команды составляли воспитанники футбольной школы «КАМАЗа». Несмотря на молодой состав, в течение сезона команда занимала место вверху таблицы, однако из-за серии неудачных игр (шесть поражений подряд в сентябре-октябре) команде не хватило всего одного очка для попадания в первую восьмёрку (а от пятого места «КАМАЗ» отстал всего на два очка), и во второй части переходного сезона она играла в турнире команд с 9-го по 19-е места, где заняла первое (девятое) место. При этом, из-за угрозы расформирования футбольного клуба «Нижний Новгород», «КАМАЗ» (как занявший девятое место по итогам первого этапа) мог получить на вторую часть сезона место в первой восьмёрке, но этого не произошло.
В 2011 году Рыков перешёл из «КАМАЗа» в московское Динамо, Коронов, будучи игроком «КАМАЗа», сыграл за вторую сборную России. В 2013 году челнинский воспитанник Козлов дебютировал в матче за первую сборную, а в 2014 году принял участие в чемпионате Мира в Бразилии.
В период с 2002 по 2009 год игроки и тренеры «КАМАЗа» являлись постоянными участниками «Надежды» — молодёжного турнира под эгидой РФС и ПФЛ, в котором принимали участие сборные зон Второго дивизиона и команда Первого дивизиона, составленные из игроков не старше 23 лет.

### С 2012

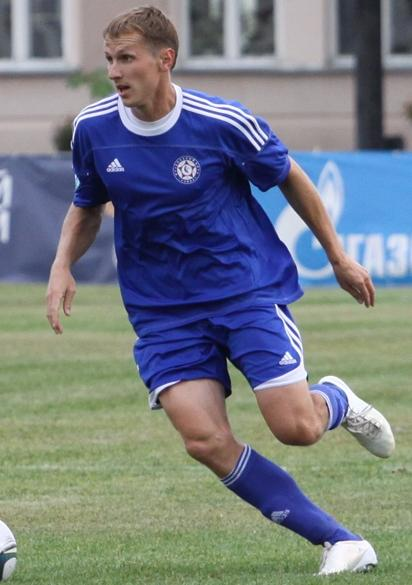
Сергей Путилин в составе «КАМАЗа» в 2011 году

С 2012 по декабрь 2017 года команду «КАМАЗ» тренировал Владимир Клонцак, помогавший в 2010—2011 годах Роберту Евдокимову, который отбыл вместе с помощниками Слабодичем и Захарчуком в расположение оренбургского «Газовика». Впоследствии в «Газовике» оказался целый ряд бывших игроков «КАМАЗа»: Абакумов, Коронов, Кобялко, Бреев, Друзин, Кожанов, Будылин, Сердюков, Шляпкин, Кренделев, Делькин, Хисамов, Перов, которых Евдокимов хорошо знал по совместной работе.
По окончании сезона-2011/12, в связи со снижением объёма финансирования, руководством ФК «КАМАЗ» было принято решение о выходе из состава ФНЛ. 31 мая 2012 года решением ОАО «КАМАЗ» за футбольным клубом был сохранён профессиональный статус, на вырученные средства от продажи футболистов «КАМАЗ» смог принять участие в первенстве зоны «Урал-Поволжье» Второго дивизиона 2012/13. 6 июня 2012 года на состоявшемся в Доме футбола заседании общего собрания членов ФНЛ был официально исключён из ФНЛ. В конце 2012 года ОАО «КАМАЗ» заявило, что не будет выделять средства на содержание профессионального клуба. Появилась вероятность прекращения существования клуба. В городе прошёл митинг в поддержку сохранения футбольного клуба. В июне 2013 года было объявлено о достижении договорённостей, согласно которым ФК «Рубин» (Казань) будет осуществлять финансирование клуба, а «КАМАЗ» войдёт в футбольную структуру «Рубина». Должность генерального директора клуба получил Юрий Шеин — депутат челнинского горсовета и в прошлом капитан «КАМАЗа». Первоначально были выделены 10 миллионов рублей на клубную инфраструктуру и выплату зарплат.
В сезоне 2013/14 команда заняла третье место, через год выиграла турнир и вышла в ФНЛ. Но финансовое положение клуба оставляло желать лучшего, при этом большую часть команды, завоевавшей путёвку в ФНЛ (половину состава составляли местные игроки — республиканские воспитанники), после неудачного старта было решено заменить, а осуществить договорённость с «Рубином» об отправке в Набережные Челны ряда игроков казанского клуба не удалось, и выступление в ФНЛ в сезоне 2015/16 получилось провальным (команда с самого старта турнира осела на последнем месте и не поднималась выше предпоследнего), из-за реконструкции своего стадиона команда в 2015 году проводила все домашние поединки в Нижнекамске, на одном из матчей поле стадиона «Нефтехимик» было признано негодным для игры в футбол, и «КАМАЗу» было засчитано техническое поражение. Также начали появляться слухи о снятии команды с первенства из-за финансовых проблем. В итоге клуб всё же смог доиграть сезон Футбольной национальной лиги. Последующее первенство Второго дивизиона клуб закончил в тройке аутсайдеров группы «Урал-Приволжье» ПФЛ (на седьмом месте из девяти), в следующем сезоне (2017/18), по ходу которого главным тренером клуба вместо Владимира Клонцака стал Евгений Ефремов, финишировал четвёртым. К этому времени, со второй половины 2016 года, финансовая ситуация начала несколько улучшаться, в клуб пришла команда менеджеров из Казани, в руководстве клуба произошли некоторые изменения, на должность генерального директора клуба заступил Айнур Миннеханов, ранее занимавший организационно-управленческие и административные должности в казанском «Рубине», сборной Германии, а также на сочинской Олимпиаде и Универсиаде в Казани, президентом ФК «КАМАЗ» стал мэр Набережных Челнов Наиль Магдеев, советником по футболу мэра города и президента клуба Наиля Магдеева в 2018 году являлся известный в прошлом футболист Евгений Ловчев, вернулся в «КАМАЗ» (правда, на формальную должность, в 2020 году ушёл из клуба) и основатель команды Валерий Четверик. Было подписано партнёрское соглашение с «Ак Барс» Банком, «Таттелекомом». Имело место также сотрудничество с пивоваренной компанией Efes Rus, согласно которому в сезонах 2017/18 и 2018/19 бренд «Белый Медведь Безалкогольное» становился титульным спонсором клуба. Поддержка клубу также оказывалась группой компаний «Нэфис» (Дмитрий Самаренкин в 2019 году стал советником гендиректора ФК «КАМАЗ»). В 2020 году клубом были представлены новые партнёры — онлайн-кинотеатр ivi.ru, АО «Татспиртпром» (с брендом «Белый Кремль безалкогольное») и букмекерская компания bwin (в феврале 2021 года сотрудничество с bwin было прекращено из-за сворачивания операционной деятельности компании в России).

В сезон-2018/19 «КАМАЗ» вступил в качестве одного из фаворитов группы «Урал-Приволжье» (наряду с «Нефтехимиком»), Наиль Магдеев поставил перед командой задачу занять 1-е место. В итоге «КАМАЗ» занял 2-е место, уже к зимней паузе серьёзно отстав от «Нефтехимика», в который к тому же перебрались лидеры челнинцев Хубаев и Галиакберов (Галиакберов через год вернулся в «КАМАЗ»), а итоговый разрыв составил 18 очков (бюджет «КАМАЗа» на сезон при этом составлял около 100 млн рублей, «Нефтехимика» — 180). По окончании сезона, 7 июня 2019 года, Евгения Ефремова, у которого закончился срок действия контракта, на посту главного тренера сменил Михаил Белов. 25 сентября 2019 года впервые с 1997 года «КАМАЗ» сыграл с московским «Спартаком» — это произошло в рамках 1/16 финала Кубка России: матч, проходивший на стадионе «КАМАЗ», завершился со счётом 2:1 в пользу москвичей, выступавших основным составом. После этого результаты «КАМАЗа» резко ухудшились, что привело к потере лидерства в первенстве 2019/20, которое весной не было возобновлено из-за пандемии коронавируса (при этом, «КАМАЗ» прошёл лицензирование в ФНЛ и претендовал на место во втором по силе дивизионе). 13 октября 2020 года, после ряда неудачных матчей в рамках следующего первенства, Белов подал в отставку, которая была принята руководством клуба. Исполняющим обязанности главного тренера, после отказа являвшегося старшим тренером Дениса Бояринцева, покинувшего клуб вслед за Беловым, 15 октября назначен Ильдар Ахметзянов, находящийся в тренерском штабе с января 2017 года. В ноябре был утверждён в должности. 

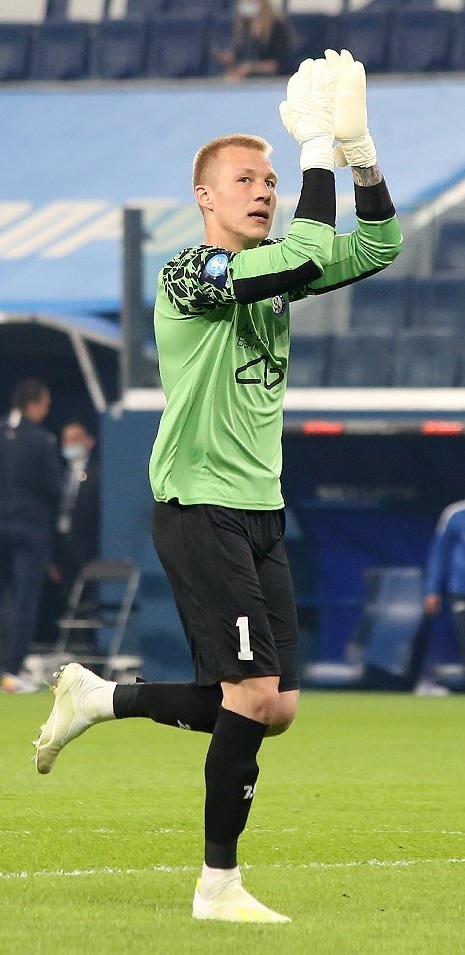
Вратарь Алексей Мамин в составе «КАМАЗа» в кубковом матче с «Зенитом» в 2022 году

 Под руководством Ахметзянова «КАМАЗ» завершил первенство своей группы на 1-м месте (на одно очко опередив «Тюмень», которая в заключительном матче против занимавшей место в нижней части турнирной таблицы димитровградской «Лады», ведя со счётом 2:0, упустила победу в самом конце игры, играя к тому времени в численном большинстве), вышел в первый дивизион ФНЛ.
Перед сезоном-2021/22 в первом дивизионе де-юре главным тренером был назначен Владимир Клонцак вследствие отсутствия у Ахметзянова тренерской лицензии категории Pro. 3 августа 2021 года стало известно о новом партнёре клуба в лице букмекерской конторы Olimpbet, соглашение было призвано закрыть существенную часть финансовой потребности клуба на сезон ФНЛ. В зимний перерыв команду покинул ряд ведущих игроков (Тесленко, Бевеев, Гаглоев; последний летом вернулся в «КАМАЗ»), не одержав ни одной победы в весенней части, «КАМАЗ» скатился в зону вылета, но сохранил место в Первой лиге, заполнив образовавшуюся вакансию вследствие расформирования «Спартака-2». В июле 2022 года, после матча 1-го тура первенства сезона 2022/23, Наиль Магдеев назначил нового генерального директора: вместо Айнура Миннеханова им стал Иван Клипов, являющийся одним из соучредителей клуба (в 2013 году он был назначен генеральным менеджером ФК «КАМАЗ»). По ряду оценок «КАМАЗ» обладает самым маленьким бюджетом в лиге, в сезоне 2022/23 команда после 8 туров лидировала, в итоге заняла место в середине турнирной таблицы.
После прекращения финансирования клуба ПАО «КАМАЗ» имеет место появление сообщений о продлении сроков использования клубом бренда «КАМАЗ» в качестве названия или возможной смене названия клуба в перспективе.

## Список выступлений
Список выступлений команды в первенстве СССР (1988—1991) и в чемпионате/первенстве России, а также в Кубке СССР/России.
| Результаты выступлений                         | Результаты выступлений           | Результаты выступлений           | Результаты выступлений                                    | Результаты выступлений | Результаты выступлений | Результаты выступлений | Результаты выступлений | Результаты выступлений | Результаты выступлений | Результаты выступлений | Результаты выступлений                                                                 | Результаты выступлений                                          | Результаты выступлений                                          | Результаты выступлений                                          |
| Сезон                                          | Турнир (лига/дивизион)           | Зона                             | Тренер                                                    | Место                  | И                      | В                      | Н                      | П                      | М                      | О                      | Бомбардир                                                                              | Кубок                                                           | Кубок                                                           | Примечания                                                      |
| ---------------------------------------------- | -------------------------------- | -------------------------------- | --------------------------------------------------------- | ---------------------- | ---------------------- | ---------------------- | ---------------------- | ---------------------- | ---------------------- | ---------------------- | -------------------------------------------------------------------------------------- | --------------------------------------------------------------- | --------------------------------------------------------------- | --------------------------------------------------------------- |
| 1988                                           | Вторая лига СССР                 | 2-я                              | Валерий Четверик                                          | 14 из 17               | 32                     | 8                      | 12                     | 12                     | 32-36                  | 28                     | Дмитрий Смирнов, Касым Гибадуллин — по 7                                               | Кубок РСФСР для команд 2-й лиги, зона 2, группа «Б» — 4-е место | Кубок РСФСР для команд 2-й лиги, зона 2, группа «Б» — 4-е место |                                                                 |
| 1989                                           | Вторая лига СССР                 | 2-я                              | Валерий Четверик                                          | 7 из 22                | 42                     | 20                     | 8                      | 14                     | 59-50                  | 48                     | Агзам Закиев — 11                                                                      | Кубок РСФСР для команд 2-й лиги — 1/16                          | Кубок РСФСР для команд 2-й лиги — 1/16                          | Переход во вторую низшую лигу СССР                              |
| 1990                                           | Вторая низшая лига СССР          | 7-я                              | Валерий Четверик                                          | 1 из 17                | 32                     | 21                     | 5                      | 6                      | 67-26                  | 47                     | Владимир Барышев — 17                                                                  | Кубок РСФСР для команд 2-й лиги — 1/32                          | Кубок РСФСР для команд 2-й лиги — 1/32                          | Выход в буферную зону второй лиги СССР                          |
| 1991                                           | Вторая лига СССР                 | Буферная центральная             | Валерий Четверик                                          | 10 из 22               | 42                     | 19                     | 3                      | 20                     | 60-55                  | 41                     | Юрий Кузнецов — 28                                                                     | 1/64                                                            | 1/64                                                            | Распад СССР. Переход в первую лигу России                       |
| 1992                                           | Первая лига России               | Центр                            | Валерий Четверик                                          | 1 из 18                | 34                     | 26                     | 3                      | 5                      | 78-19                  | 55                     | Виктор Панченко — 26                                                                   | 1/16                                                            | 1/16                                                            | Выход в высшую лигу                                             |
| 1993                                           | Высшая лига России               | Высшая лига России               | Валерий Четверик                                          | 10 из 18               | 34                     | 12                     | 6                      | 16                     | 45-53                  | 30                     | Виктор Панченко — 21                                                                   | 1/4                                                             |                                                                 |                                                                 |
| 1994                                           | Высшая лига России               | Высшая лига России               | Валерий Четверик                                          | 6 из 16                | 30                     | 11                     | 9                      | 10                     | 38-38                  | 31                     | Виктор Панченко, Борис Тропанец — по 7                                                 | 1/4                                                             | 1/8                                                             |                                                                 |
| 1995                                           | Высшая лига России               | Высшая лига России               | Валерий Четверик                                          | 9 из 16                | 30                     | 10                     | 8                      | 12                     | 34-30                  | 38                     | Евгений Дурнев, Роберт Евдокимов — по 9                                                | 1/4                                                             |                                                                 |                                                                 |
| 1996                                           | Высшая лига России               | Высшая лига России               | Валерий Четверик/ Иван Буталий                            | 14 из 18               | 34                     | 10                     | 6                      | 18                     | 43-57                  | 36                     | Алексей Бабенко — 9                                                                    | 1/4                                                             | 1/16                                                            |                                                                 |
| 1997                                           | Высшая лига России               | Высшая лига России               | Беньяминас Зелькявичус                                    | 18 из 18               | 34                     | 8                      | 3                      | 23                     | 38-75                  | 21 (-6)                | Юрий Шуканов — 7                                                                       | 1/8                                                             |                                                                 | Вылет в Первый дивизион                                         |
| 1998                                           | Первый дивизион                  | Первый дивизион                  | Иван Буталий/ Валерий Четверик/ Иван Буталий              | 22 из 22               | 42                     | 7                      | 5                      | 30                     | 32-82                  | 20 (-6)                | Игорь Вековищев — 9                                                                    | 1/8                                                             | 1/128                                                           | Вылет во Второй дивизион                                        |
| 1999                                           | Второй дивизион                  | «Урал»                           | Валерий Четверик                                          | 10 из 16               | 30                     | 11                     | 7                      | 12                     | 41-46                  | 40                     | Альберт Цараев — 11                                                                    | 1/512                                                           | 1/512                                                           |                                                                 |
| 2000                                           | Второй дивизион                  | «Урал»                           | Пётр Шубин                                                | 3 из 16                | 30                     | 20                     | 4                      | 6                      | 80-23                  | 64                     | Роман Стрижов — 20                                                                     | 1/256                                                           | 1/256                                                           |                                                                 |
| 2001                                           | Второй дивизион                  | «Урал»                           | Пётр Шубин/ Иван Буталий                                  | 3 из 16                | 30                     | 21                     | 1                      | 8                      | 81-26                  | 64                     | Виталий Ермилов — 26                                                                   | 1/32                                                            | 1/32                                                            |                                                                 |
| 2002                                           | Второй дивизион                  | «Урал»                           | Иван Буталий/ Владимир Барышев (и. о.)/ Юрий Газзаев      | 6 из 15                | 28                     | 15                     | 6                      | 7                      | 41-24                  | 51                     | Виталий Ермилов — 15                                                                   | 1/64                                                            | 1/64                                                            |                                                                 |
| 2003                                           | Второй дивизион                  | «Урал-Поволжье»                  | Юрий Газзаев                                              | 1 из 20                | 38                     | 30                     | 4                      | 4                      | 85-20                  | 94                     | Виталий Ермилов — 23                                                                   | 1/16; Кубок ПФЛ — 4-е место                                     | 1/16; Кубок ПФЛ — 4-е место                                     | Выход в Первый дивизион                                         |
| 2004                                           | Первый дивизион/ Первенство ФНЛ  | Первый дивизион/ Первенство ФНЛ  | Юрий Газзаев                                              | 4 из 22                | 42                     | 19                     | 12                     | 11                     | 52-49                  | 69                     | Рустем Калимуллин — 9                                                                  | 1/16                                                            | 1/16                                                            |                                                                 |
| 2005                                           | Первый дивизион/ Первенство ФНЛ  | Первый дивизион/ Первенство ФНЛ  | Юрий Газзаев                                              | 3 из 22                | 42                     | 26                     | 6                      | 10                     | 80-32                  | 84                     | Роман Монарёв — 18                                                                     | 1/32                                                            | 1/32                                                            |                                                                 |
| 2006                                           | Первый дивизион/ Первенство ФНЛ  | Первый дивизион/ Первенство ФНЛ  | Юрий Газзаев                                              | 4 из 22                | 42                     | 22                     | 11                     | 9                      | 54-26                  | 77                     | Александр Белозёров — 8                                                                | 1/32                                                            | 1/32                                                            |                                                                 |
| 2007                                           | Первый дивизион/ Первенство ФНЛ  | Первый дивизион/ Первенство ФНЛ  | Юрий Газзаев                                              | 4 из 22                | 42                     | 23                     | 8                      | 11                     | 67-34                  | 77                     | Зайко Зеба — 12                                                                        | 1/8                                                             | 1/8                                                             |                                                                 |
| 2008                                           | Первый дивизион/ Первенство ФНЛ  | Первый дивизион/ Первенство ФНЛ  | Юрий Газзаев                                              | 3 из 22                | 42                     | 23                     | 10                     | 9                      | 68-41                  | 79                     | Спартак Гогниев — 17                                                                   | 1/16                                                            | 1/16                                                            |                                                                 |
| 2009                                           | Первый дивизион/ Первенство ФНЛ  | Первый дивизион/ Первенство ФНЛ  | Юрий Газзаев/ Виталий Панов (и. о.)                       | 5 из 20                | 38                     | 18                     | 10                     | 10                     | 50-31                  | 64                     | Спартак Гогниев — 17                                                                   | 1/32                                                            | 1/32                                                            |                                                                 |
| 2010                                           | Первый дивизион/ Первенство ФНЛ  | Первый дивизион/ Первенство ФНЛ  | Роберт Евдокимов                                          | 4 из 20                | 38                     | 19                     | 9                      | 10                     | 55-43                  | 66                     | Спартак Гогниев, Сергей Сердюков — по 13                                               | 1/16                                                            | 1/16                                                            |                                                                 |
| 2011/12                                        | Первый дивизион/ Первенство ФНЛ  | Первый дивизион/ Первенство ФНЛ  | Роберт Евдокимов/ Владимир Клонцак                        | 9 из 20                | 48                     | 19                     | 10                     | 19                     | 53-46                  | 67                     | Игорь Коронов — 12                                                                     | 1/32                                                            | 1/32                                                            | Добровольное понижение во Второй дивизион (финансовые проблемы) |
| 2012/13                                        | Второй дивизион/ Первенство ПФЛ  | «Урал-Поволжье»                  | Владимир Клонцак                                          | 10 из 15               | 28                     | 8                      | 16                     | 14                     | 23-29                  | 30                     | Иван Лукьяновангл., Манас Жутанов — по 4                                               | 1/128                                                           | 1/128                                                           |                                                                 |
| 2013/14                                        | Второй дивизион/ Первенство ПФЛ  | «Урал-Поволжье»                  | Владимир Клонцак                                          | 3 из 12                | 27                     | 15                     | 4                      | 8                      | 43-36                  | 49                     | Роман Акбашев — 6                                                                      | 1/256                                                           | 1/256                                                           |                                                                 |
| 2014/15                                        | Второй дивизион/ Первенство ПФЛ  | «Урал-Поволжье»                  | Владимир Клонцак                                          | 1 из 11                | 25                     | 16                     | 7                      | 2                      | 39-10                  | 55                     | Павел Сафроновангл. — 8                                                                | 1/64                                                            | 1/64                                                            | Выход в ФНЛ                                                     |
| 2015/16                                        | Первенство ФНЛ                   | Первенство ФНЛ                   | Владимир Клонцак                                          | 20 из 20               | 38                     | 6                      | 6                      | 26                     | 20-60                  | 24                     | Сергей Давыдов — 4                                                                     | 1/32                                                            | 1/32                                                            | Вылет в ПФЛ                                                     |
| 2016/17                                        | Первенство ПФЛ                   | «Урал-Приволжье»                 | Владимир Клонцак/ Игорь Шинкаренкоангл./ Владимир Клонцак | 7 из 9                 | 24                     | 8                      | 5                      | 11                     | 23-25                  | 29                     | Руслан Аюкин — 4                                                                       | 1/64                                                            | 1/64                                                            |                                                                 |
| 2017/18                                        | Первенство ПФЛ                   | «Урал-Приволжье»                 | Владимир Клонцак/ Евгений Ефремов                         | 4 из 13                | 24                     | 13                     | 6                      | 5                      | 37-19                  | 45                     | Давид Хубаевангл. — 6                                                                  | 1/128                                                           | 1/128                                                           |                                                                 |
| 2018/19                                        | Первенство ПФЛ                   | «Урал-Приволжье»                 | Евгений Ефремов                                           | 2 из 11                | 25                     | 13                     | 6                      | 6                      | 44-25                  | 45                     | Давид Караев, Руслан Галиакберов — по 7                                                | 1/128                                                           | 1/128                                                           |                                                                 |
| 2019/20                                        | Первенство ПФЛ                   | «Урал-Приволжье»                 | Михаил Белов                                              | 4 из 12                | 17                     | 10                     | 2                      | 5                      | 37-23                  | 32                     | Давид Караев — 11                                                                      | 1/16                                                            | 1/16                                                            | Февраль 2020 — участие в Кубке ФНЛ 2020                         |
| 2020/21                                        | Первенство ПФЛ                   | 4                                | Михаил Белов/ Ильдар Ахметзянов                           | 1 из 15                | 28                     | 21                     | 1                      | 6                      | 75-25                  | 64                     | Руслан Галиакберов — 15                                                                | 1/64                                                            | 1/64                                                            | Выход в ФНЛ                                                     |
| 2021/22                                        | Первый дивизион ФНЛ/ Первая лига | Первый дивизион ФНЛ/ Первая лига | Владимир Клонцак                                          | 17 из 20               | 38                     | 8                      | 13                     | 17                     | 29-45                  | 37                     | Александр Гаглоев — 7                                                                  | 1/8                                                             | 1/8                                                             | Зона вылета                                                     |
| 2022/23                                        | Первый дивизион ФНЛ/ Первая лига | Первый дивизион ФНЛ/ Первая лига | Владимир Клонцак                                          | 11 из 18               | 34                     | 11                     | 11                     | 12                     | 35-36                  | 44                     | Александр Гаглоев, Даниил Шамкин — по 5                                                | 6-й раунд пути регионов                                         | 6-й раунд пути регионов                                         |                                                                 |
| 2023/24                                        | Первый дивизион ФНЛ/ Первая лига | Первый дивизион ФНЛ/ Первая лига | Владимир Клонцак                                          | 12 из 18               | 34                     | 10                     | 11                     | 13                     | 30-36                  | 41                     | Александр Гаглоев, Дамир Таликин, Дмитрий Стародуб, Руслан Куль, Роман Мануйлов — по 3 | 5-й раунд пути регионов                                         | 5-й раунд пути регионов                                         |                                                                 |
| 2024/25                                        | Первый дивизион ФНЛ/ Первая лига | Первый дивизион ФНЛ/ Первая лига | Ильдар Ахметзянов                                         | 11 из 18               | 34                     | 10                     | 8                      | 16                     | 31-35                  | 38                     | Давид Караев — 6                                                                       | 4-й раунд пути регионов                                         | 4-й раунд пути регионов                                         |                                                                 |
| Комментарии 1. 2. 3. 4. 5. 6. 7. 8. 9. 10. 11. |                                  |                                  |                                                           |                        |                        |                        |                        |                        |                        |                        |                                                                                        |                                                                 |                                                                 |                                                                 |

## Хронология названий клуба
- 1981—1987: «Труд-ПРЗ»
- 1988—1989: «Торпедо»
- 1990—1994: «КАМАЗ»
- 1995—2000: «КАМАЗ-Чаллы»
- с 2001: «КАМАЗ»

## Цвета клуба
| Белый | Синий |

Цвета клуба — сине-белые. Эмблема была придумана в 1989 году первым пресс-атташе ФК «КАМАЗ» Рамилем Фарраховым, когда СК «Торпедо» преобразовывался в профессиональный футбольный клуб «КАМАЗ», и с тех пор претерпела минимальные изменения.
За то время, когда команда играла под названием «Труд-ПРЗ», сохранились лишь чёрно-белые фотографии игровой формы: футболки — белые, шорты — тёмные. При этом есть фото неигрового спортивного костюма красно-белого с чёрным цветов. С названием «Торпедо» форма сменилась на бело-голубую. Перед выходом в высшую лигу команда меняла форму несколько раз. В числе прочих имелся комплект белой формы с красными шортами.
За время выступления в высшей лиге у клуба было нескольких вариантов формы: красно-белая и красная с синими шортами, сине-белая, белая, а также — под цвет флага Татарстана — зелёная (зелёные футболки, белые шорты, красные гетры). Имелся также нечасто используемый жёлтый комплект формы. После вылета из высшей лиги камазовцы часто меняли цвета: команда играла в белой форме с аквамариновыми вставками от «Умбро», чёрном комплекте. С 2001 года форма ФК «КАМАЗ» — тёмно-синяя, в 2003 году стала более светлой, и с тех пор белый и синий — это неизменяемые основные цвета формы команды, менялись лишь некоторые вставки на комплектах (при этом в 2003—2012 годах команда играла в форме без рекламы спонсоров).
Помимо присутствия в логотипе клуба изображение скакуна — аргамака (часть товарного знака КамАЗа) размещалось на футболках и вне логотипа: в 1991 году — на груди и в 2001—2002 годах — в виде большого изображения и надписи «КАМАЗ» посередине футболки.
С сезона-2019/20 в верхней части футболок появились шестерёнки, а на спине под воротничком — скрещённые инструменты, являются исторической отсылкой к команде прессово-рамного завода, откуда и пошла история команды. На резервной форме, с расцветкой флага Татарстана, как в 1990-годы, приуроченной к дате столетия Татарской АССР, помещён Герб Татарстана и написаны имена известных уроженцев республики — Габдуллы Тукая, Мусы Джалиля, Александра Ключарёва и других, а также фамилии первого и нынешнего президентов Республики Татарстан. В 2019 году также появился четвёртый комплект формы, где в середине в виде QR-кода оформлен ещё один спонсор команды — федеральная социальная сеть Вконтакте.
Маскотом команды с сезона-2020/21 является «рабочий Игорь» (одет в рабочий комбинезон и носит «усы надежды»), ранее маскотом был белый медведь (в то время, когда одноимённая пивоваренная компания была титульным спонсором клуба).
Технические спонсоры (экипировка)
| Годы      | Производитель формы |
| --------- | ------------------- |
| 1990-е    | Uhlsport            |
| 1997      | Adidas              |
| 1998      | Erima               |
| 1999—2000 | Umbro               |
| 2001      | 000[уточнить]       |
| 2002      | Kappa               |
| 2003—2017 | Adidas              |
| 2017—2020 | 2K Sport            |
| 2020—2022 | Puma                |
| с 2022    | 2K Sport            |

## Достижения

### Национальные
Высшая лига
- 6-е место: 1994

Первая лига / Первый дивизион / ФНЛ
- Победитель: 1992 (зона «Центр»)
- Бронзовый призёр (2): 2005, 2008

Вторая лига СССР / Второй дивизион (зонал. турнир)
- Победитель (4): 1990, 2003, 2014/15, 2020/21
- Серебряный призёр: 2018/19
- Бронзовый призёр (3): 2000, 2001, 2013/14

Кубок России
- 1/4 финала (2): 1993/94, 1995/96

### Международные
Кубок Интертото
- Полуфиналист: 1996

### Прочие
Кубок Татарстана
- Обладатель: 1987[10]

Кубок Федерации футбола Республики Татарстан среди команд клубов ПФЛ
- Обладатель (2): 2017[196][197], 2018[198][199]

Кубок Президента Татарстана
- Серебряный призёр: 1995[200]
- Бронзовый призёр: 2014[201]

## Клубные рекорды

### Самые крупные победы
Домашние
- 10:0 — над «Энергией» Чайковский (2001)

Гостевые
- 7:1 — над «Петротрестом» Санкт-Петербург (2005)
- 6:0 — над «Спартаком» Курган (2001)

### Самые крупные поражения
Домашние
- 2:7 — от «Ростсельмаша» Ростов-на-Дону (1996)
- 0:5 — от «Ротора» Волгоград (1997, матч прошёл во Владикавказе)
- 0:5 — от «Зенита-2» Санкт-Петербург (2016)

Гостевые
- 0:6 — от «Зенита» Санкт-Петербург (2022)

### Лучшие бомбардиры клуба
- Виталий Ермилов — 68 мячей (2001—2004);
- Юрий Кузнецов — 59 мячей (1989—1993);
- Виктор Панченко — 57 мячей (1991—1994)

В течение одного сезона
- Юрий Кузнецов — 28 мячей (1991);
- Виктор Панченко — 26 мячей (1992);
- Виталий Ермилов — 26 мячей (2001).

### Наибольшее число матчей за команду в первенстве страны
- Роберт Евдокимов — 273 матча (11 сезонов).

### Наибольшее число матчей за команду в высшей лиге России
- Владимир Клонцак — 151 матч (5 сезонов).

## Состав
| 30 | Флаг России   | Вр  | Евгений Замерец        | 2001 |  |  |  |  |  |
| 31 | Флаг России   | Вр  | Артур Анисимов         | 1992 |  |  |  |  |  |
| 75 | Флаг России   | Вр  | Роман Гращенков        | 2006 |  |  |  |  |  |
|    |               |     |                        |      |  |  |  |  |  |
| 3  | Флаг России   | Защ | Даниил Маругинангл.    | 1998 |  |  |  |  |  |
| 6  | Флаг России   | Защ | Тимофей Калистратов    | 2003 |  |  |  |  |  |
| 7  | Флаг России   | Защ | Руслан Аюкин (капитан) | 1994 |  |  |  |  |  |
| 10 | Флаг России   | Защ | Роман Защепкин         | 2003 |  |  |  |  |  |
| 15 | Флаг Беларуси | Защ | Максим Бурко           | 2004 |  |  |  |  |  |
| 21 | Флаг России   | Защ | Георгий Юдинцев        | 2001 |  |  |  |  |  |
| 76 | Флаг России   | Защ | Артём Суханов          | 2001 |  |  |  |  |  |
|    |               |     |                        |      |  |  |  |  |  |
| 2  | Флаг России   | ПЗ  | Давид Хубаевангл.      | 1994 |  |  |  |  |  |

| 8  | Флаг России | ПЗ  | Ефим Долгополов        | 2006 |  |  |  |  |  |
| 11 | Флаг России | ПЗ  | Руслан Апеков          | 2000 |  |  |  |  |  |
| 14 | Флаг России | ПЗ  | Сурхайхан Абдуллаев    | 2003 |  |  |  |  |  |
| 19 | Флаг России | ПЗ  | Ренат Голыбин          | 2005 |  |  |  |  |  |
| 22 | Флаг России | ПЗ  | Андрей Солодухин       | 2006 |  |  |  |  |  |
| 27 | Флаг России | ПЗ  | Роман Мануйловангл.    | 1995 |  |  |  |  |  |
| 28 | Флаг России | ПЗ  | Мухаммад Султонов      | 1992 |  |  |  |  |  |
| 53 | Флаг России | ПЗ  | Александр Дерюгинангл. | 2004 |  |  |  |  |  |
|    |             |     |                        |      |  |  |  |  |  |
| 9  | Флаг России | Нап | Давид Караев           | 1995 |  |  |  |  |  |
| 59 | Флаг России | Нап | Даниил Моторин         | 2004 |  |  |  |  |  |

### Тренерский штаб
- Ильдар Ахметзянов — главный тренер
- Дмитрий Белоруков — старший тренер
- Артур Ахметгалимов — тренер
- Платон Захарчук — тренер по работе с вратарями

## Известные игроки
- Дмитрий Абакумов[77]
- Андрей Алексаненков[203]
- Александр Алхазов[77]
- Бадран Аль-Шагран[204]
- Владимир Барышев[204]
- Александр Белозёров[77]
- Евгений Варламов[203][204][205]
- Иван Винников[204]
- Спартак Гогниев[77]
- Ирек Ганиевангл.[77]
- Дмитрий Грачёв[77]
- Антон Гудукин[77]
- Сослан Джанаев[77]
- Евгений Дурнев[203]
- Михаил Джишкариани[203][204]
- Роберт Евдокимов[204][205]
- Виталий Ермилов[77]
- Платон Захарчук[77][203][204][205]
- Зайко Зеба[77]
- Владислав Игнатьев[77]
- Владимир Клонцак[203][204]
- Антон Кобялко[77]
- Алексей Козлов[77][205]
- Николай Колесов[203][206][207]
- Михаил Комков[77]
- Игорь Коронов[77]
- Вальдемарас Мартинкенас[206]
- Руслан Нигматуллин[203][204][205]
- Виктор Панченко[204][205]
- Бранимир Петрович[77]
- Михаил Пименов[источник не указан 227 дней]
- Владимир Рыков[77]
- Иван Тодорович[77]
- Борис Тропанец[203][204]
- Сосо Чедия[206]
- Ахрик Цвейба[203][204][206]
- Эдуард Югрин[204]
- Иван Яремчук[77][204][206]

## Известные воспитанники
- Антон Бобёр[83][205][208]
- Александр Бухаров[83][205][208]
- Платон Захарчук[83]
- Владислав Игнатьев[83][205][208]
- Рустем Калимуллин[83][208]
- Алексей Козлов[83][208]
- Игорь Коронов[83][209]
- Питер Одемвингие[83][205][208]
- Ризван Уциев[83][205][208]

## Главные тренеры
- Валерий Четверик: 1988—1996; 1998 (апрель—май); 1999
- Иван Буталий: 1996 (с сентября); 1998; 1998[Прим. 1]; 2001—2002; 2002 (август—сентябрь)
- Беньяминас Зелькявичус: 1997
- Пётр Шубин: 2000—2001
- Владимир Барышев (и. о. главного тренера): 2002 (май—сентябрь)[Прим. 2]
- Юрий Газзаев: 2002—2009
- Виталий Панов (и. о. главного тренера): 2009 (с октября)
- Роберт Евдокимов: 2010—2011
- Владимир Клонцак: 2012—2016; 2016—2017; 2021—2024
- Игорь Шинкаренкоангл.[212][213][214][215][216]: 2016 (июль—август)
- Евгений Ефремов: 2018—2019
- Михаил Белов: 2019—2020
- Ильдар Ахметзянов: 2020—2021; с 2024

Примечания
1. ↑  В 1998 году сначала главным тренером был Иван Буталий, затем Валерий Четверик, а затем снова Буталий.
2. ↑  После ряда неудачных матчей на старте сезона последовала отставка главного тренера Ивана Буталия и выставление на трансфер восьмерых игроков, в дальнейшем Буталий возвратился на свой пост, а точных данных о том, кто занимал должность главного тренера до этого (в качестве и. о.) нет, по данным сайта Footballfacts.ru главным тренером в этот период был Евгений Четверик, уже занимавший данную должность в 2001 году в матче с чайковской «Энергией» (10:0)[210][211] после ухода Петра Шубина. В программках домашних матчей «КАМАЗа» за этот период указаны Барышев и Евгений Четверик как «тренеры».

## Стадион

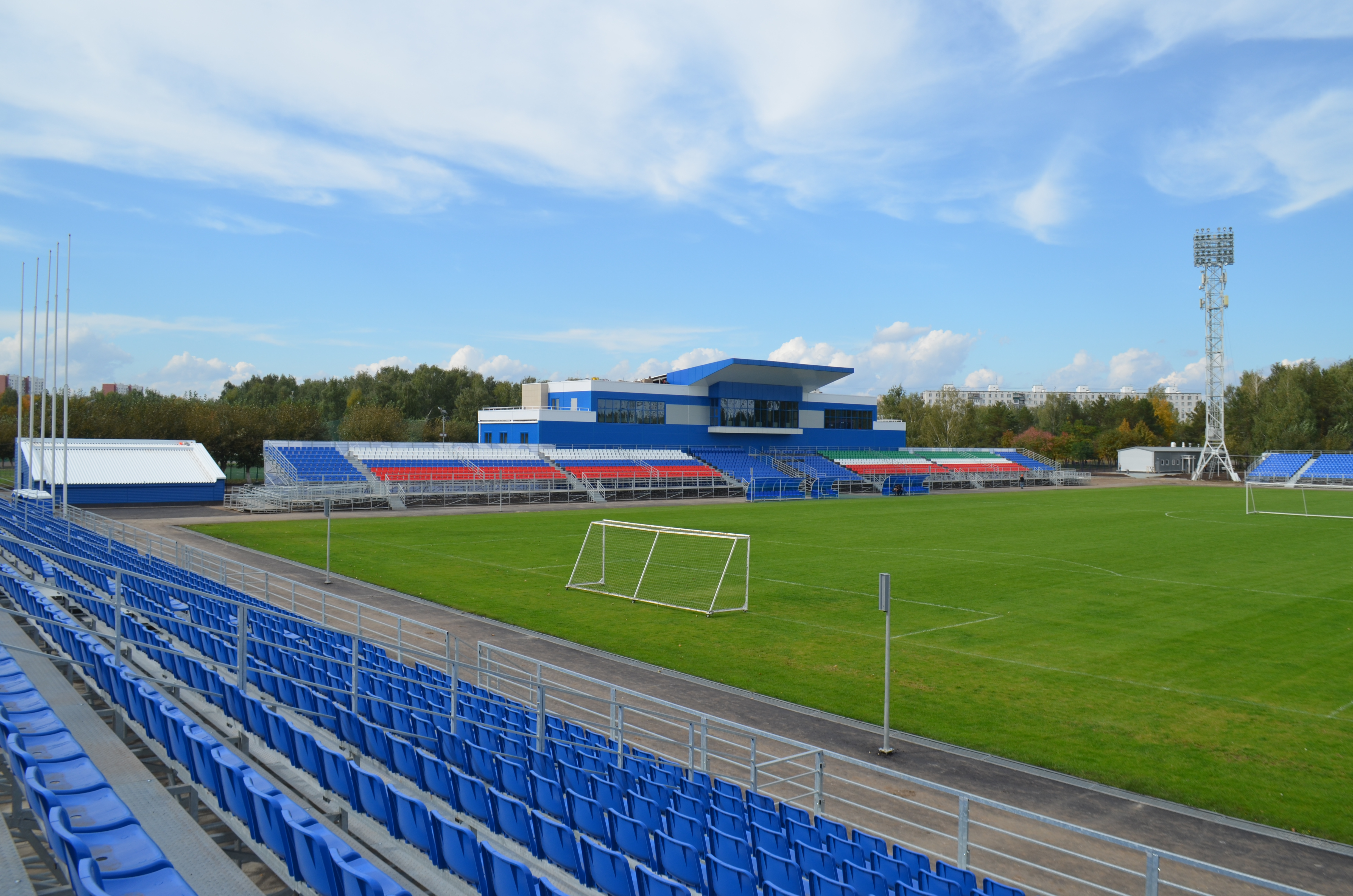
Стадион «КАМАЗ»

Домашние матчи клуб проводит на стадионе «КАМАЗ». Стадион был построен в 1977 году. Первый официальный матч прошёл 23 августа 1988 года с клубом «Металлург» (Магнитогорск). Матч посетило 5500 зрителей. За свою историю стадион подвергался нескольким реконструкциям. В 1996 году появилось поле с подогревом, в 2003 году на все трибуны были установлены пластиковые сиденья, а также обновлены освещение и электронное табло. В 2015 году была проведена масштабная реконструкция стадиона с полным сносом всех имеющихся трибун и возведением на их месте новых из лекговозводимых металлических конструкций, общей вместимостью 6248 зрителей. Также было возведено новое трёхэтажное административно-бытовое здание, построено два общественных туалета, заменено освещение и табло на стадионе, установлена система видеонаблюдения.

## Фарм-клуб
Дубль «КАМАЗа» был создан в 1993 году на базе игравшей в предыдущем сезоне во Второй лиге ПФЛ команды «Идель» из Казани. Игравшая в том же 1993 году на уровне КФК команда «Камазовец» (Казань) была полностью на содержании футбольного клуба «КАМАЗ».
В 1993—1997 годах дублирующий состав «КАМАЗа» участвовал в первенстве России среди команд мастеров (во Второй и Третьей лигах ПФЛ). В дальнейшем выступал в Первенстве ЛФЛ (зона «Приволжье») под названием «КАМАЗ-2». Есть команда «КАМАЗ-молодёжная», выступающая в чемпионате Татарстана.
Также в 90-е годы существовал ещё один фарм-клуб челнинцев — «КамАЗавтоцентр», так же как и дубль «КАМАЗа» принимавший участие в первенстве Второй и Третьей лиг (в 1992—1994 годах).

## Подготовка резерва
Имеются Региональный центр подготовки футболистов ФК «КАМАЗ» (ранее назыв. ДЮСШ «КАМАЗ») — создан в 1981 году, спортивный клуб «КАМАЗ» (создан в 2004 году). РЦПФ ФК «КАМАЗ» входит в структуру некоммерческого партнёрства СК «КАМАЗ».
В 2002 году команда «КАМАЗа» из игроков 1986 г.р. (тренер Кулагин А. Н.) стала вице-чемпионом России среди команд УОР, СДЮШОР и ДЮСШ, уступив в финальном матче ЦСКА со счётом 1:3. 3-е место в первенстве России команды «КАМАЗа» занимали в 1992 (команда из игроков 1977 г. р. — тренер Кулагин А. Н.) и 1993 (команда из игроков 1978 г. р. — тренер Кадыльский Г. А., команда из игроков 1979 г. р. — тренер Закиев А. Х.) годах.
В 90-е годы «КАМАЗ» был одним из лидеров Детской футбольной лиги: в 1994 году занял 2-е место, в 1995 году выиграл Суперкубок ДФЛ.

## Болельщики. Фанатские движения
Первые фанаты у клуба, носившего ещё название «Торпедо», появились в 80-е годы, во времена выступления команды во второй союзной лиге: организовывались выезды в некоторые другие города и изготавливалась атрибутика. Однако датой возникновения фанатского движения в городе, раскрывшегося благодаря выступлению команды в Высшей лиге и, соответственно, приездам в Набережные Челны фанатов других команд, считается 9 мая 1998 года, когда на фанатском секторе на матче с ижевским «Газовиком-Газпромом» собралась объединённая группа фанатов, получившая название «Золотая Орда». С 1999 года «Золотая Орда» реорганизовывается и меняет название на «Chelny Guardia». Дальнейшие реорганизации и движения: «Добровольцы», «Yelabuga Fans», «Officina», «Барабанщики», «Autograd Crew». В 2019 году организация «Autograd Crew» была признана экстремистской.

## Принципиальные соперничества
Матчи команд Татарстана друг против друга носят названия Татарстанское дерби. Для «КАМАЗа» такими матчами являются матчи против «Нефтехимика» (матчи «КАМАЗа» и «Нефтехимика» называются также камским дерби) и «Рубина-2», а также противостояния с «Рубином», отличающиеся наибольшими напряжённостью и антагонизмом. До сезона-2022/23 последний раз «КАМАЗ» и «Рубин» в официальных матчах между собой встречались в 1998 году в Первом дивизионе (2:2 в Набережных Челнах и 1:0 в пользу «Рубина» в Казани), а в 1999 году, когда «Рубин» проводил гостевой матч против пермского «Амкара» на стадионе «КАМАЗ», болельщики поддерживали «Амкар». Также в 2000-х годах в Кубке и Первенстве России 10 матчей против «КАМАЗа» сыграл альметьевский «Алнас».
Автозаводское дерби — матчи против тольяттинской «Лады» и московского «Торпедо».

## Бюджет
Суммы бюджета, фигурировавшие в СМИ в некоторые годы:
- 2003: 60 млн ₽[228].
- 2004: «чуть более 3 млн $»[35][251].
- 2005: «превышает 3 млн $»[252], траты — 137 млн ₽ — на главную команду, 43 млн ₽ — на школу, дубль и прочие расходы[253].
- 2006: «учредители увеличили бюджет на 2 млн $»[253].
- 2007: 6-8 млн $ — на команду, 10-12 млн $ — общие клубные расходы[254].
- 2009: 9-10 млн $ / 240 млн ₽ (120 млн ₽ — заявленный бюджет, плюс средства, вырученные от продажи футболистов)[255][256].
- 2010: 120 млн ₽[257].
- Сезон 2011/12: 150 млн ₽[258] / 120 млн ₽ в 2011 году от завода КАМАЗ, плюс намерение привлечь 30 млн ₽ по ходу сезона («до кризиса бюджет был в три раза больше»[83]); 92 млн ₽ в 2012 году[259]; завод КАМАЗ ежегодно выделял 90—150 млн ₽[260].
- 2013: 40 млн ₽[261][262].
- 2017: «немногим более 50 млн ₽»[263].
- 2018, 2019, 2020: 100 млн ₽[146][264][265].
- В начале сезона 2022/23 — 150 млн ₽[266], в ходе сезона был увеличен до 200 млн ₽ за счёт «привлечённых средств» от спонсоров[267].
- Сезон 2023/24: ~150—200 млн ₽[268][269].
- Сезон 2024/25: 270 млн ₽[270].